# El UVA (Ultraloca Velocidad Automotora)
El UVA (Ultraloca Velocidad Automotora) es una historieta de 2003 del dibujante de cómics español Francisco Ibáñez perteneciente a su serie Mortadelo y Filemón

## Trayectoria editorial
Publicada en 2003 en formato álbum Magos del Humor n.º 97 y el 167 de la Colección Olé, fue también publicada en formato electrónico a un precio de 3,99 euros.

## Sinopsis
En España se están construyendo nuevos tramos del UVA (Ultraloca Velocidad Automotora). El nuevo tren pretende ser uno de los mejores y más rápidos del mundo, pero alguien quiere que fracase y está saboteando las obras. La T.I.A. manda a Mortadelo y Filemón a investigar.

## Comentarios
Este tebeo narra, en forma de parodia, los problemas que hubo en España en la construcción del nuevo tramo del AVE que unió Madrid con Lérida en 2000.
Ibáñez caricaturiza en este cómic al antiguo presidente de gobierno José María Aznar, así como al Ministro de Fomento Francisco Álvarez Cascos.